# Konrad Boniński
Konrad Rafał Boniński (ur. 20 sierpnia 1967 w Łodzi) – polski trębacz i wykładowca akademicki, dr hab.

## Życiorys
Ukończył naukę w Państwowym Liceum Muzycznym im. H. Wieniawskiego w Łodzi (1986), następnie na Akademii Muzycznej im. G. i K. Bacewiczów w Łodzi (1990) w klasie trąbki J. Pędziwiatra. Od 1987 pracuje w Polskim Instytucie Muzycznym w Łodzi (dawniej: Ludowy Instytut Muzyczny). W latach 1998–2000 był ilustratorem w Katedrze Kameralistyki Akademii Muzycznej w Łodzi. Od 2004 jest wykładowcą w akademii. Od 2006 pracuje na stanowisku asystenta w klasie trąbki Igora Cecocho. Od 2007 prowadzi klasę trąbki w Ogólnokształcącej Szkole Muzycznej I i II stopnia im. H. Wieniawskiego w Łodzi. W 2012 uzyskał stopień doktora sztuki muzycznej w dyscyplinie instrumentalistyka, a w 2021 dokonał habilitacji.
W latach 1991–1993 był pierwszym trębaczem Filharmonii Kaliskiej. Od 2000 współpracuje z Orkiestrą Opery Dolnośląskiej we Wrocławiu, z którą odbywał tournées zagraniczne (Anglia, Holandia, Niemcy, Luksemburg). Ponadto był pierwszym trębaczem Polskiej Opery Kameralnej. Jako pierwszy trębacz od 1991 uczestniczy w tournées zagranicznych Orkiestry Teatru Wielkiego w Łodzi.
Boniński jest solistą i kameralistą – jest członkiem i współzałożycielem powstałego w 1991 roku łódzkiego zespołu Fine Brass Ensemble. Z zespołem koncertował Austrii, Szwecji, w Niemczech, Norwegii, Korei Północnej oraz Łodzi podczas Festiwalu Dialogu Czterech Kultur. Koncertował także z Michałem Urbaniakiem i Włodkiem Pawlikiem. Jest również założycielem i muzykiem zespołu Brass Trio Łódź. Należy do Akademickiego Stowarzyszenia „Ventus Optimus” i Stowarzyszenia Artystów Scen Łódzkich – „Komedia Łódzka”.

## Dyskografia
- Konrad Boniński – Colours of trumpet (2020)[5]

## Odznaczenia
- Srebrny Krzyż Zasługi (2020)[6]